# Gran Premio motociclistico della Malesia 1995
Il  Gran Premio motociclistico della Malesia 1995 fu la seconda del motomondiale 1995 e la quinta edizione del Gran Premio motociclistico della Malesia.
Si svolse il 2 aprile 1995 sul circuito di Shah Alam e vide la vittoria di Mick Doohan su Honda nella classe 500, di Max Biaggi nella classe 250 e di Garry McCoy nella classe 125. In quest'ultima gara venne attribuito solamente metà punteggio poiché la competizione è stata interrotta dopo 12 giri a causa della pioggia e non più ripresa.

## Classe 500

### Arrivati al traguardo
| Pos. | Nº | Pilota               | Squadra               | Motocicletta  | Giri | Tempo     | Griglia | Punti |
| ---- | -- | -------------------- | --------------------- | ------------- | ---- | --------- | ------- | ----- |
| 1    | 1  | Mick Doohan          | Repsol Honda          | Honda         | 33   | 47:54.380 | 1       | 25    |
| 2    | 4  | Daryl Beattie        | Lucky Strike Suzuki   | Suzuki        | 33   | +6.799    | 4       | 20    |
| 3    | 6  | Àlex Crivillé        | Repsol Honda          | Honda         | 33   | +10.107   | 8       | 16    |
| 4    | 34 | Kevin Schwantz       | Lucky Strike Suzuki   | Suzuki        | 33   | +14.144   | 7       | 13    |
| 5    | 5  | Alberto Puig         | Fortuna-Honda-Pons    | Honda         | 33   | +15.238   | 10      | 11    |
| 6    | 9  | Alex Barros          | Barros-Kanemoto-Honda | Honda         | 33   | +15.304   | 11      | 10    |
| 7    | 7  | Shin'ichi Itō        | Repsol Honda          | Honda         | 33   | +15.536   | 9       | 9     |
| 8    | 13 | Loris Reggiani       | Aprilia Racing        | Aprilia       | 33   | +17.976   | 5       | 8     |
| 9    | 19 | Juan Bautista Borja  | Roc N.R.J.            | ROC Yamaha    | 33   | +55.786   | 12      | 7     |
| 10   | 11 | Bernard Garcia       | Team ROC              | ROC Yamaha    | 33   | +56.144   | 20      | 6     |
| 11   | 37 | Frédéric Protat      | FP Racing             | ROC Yamaha    | 33   | +1:22.200 | 17      | 5     |
| 12   | 20 | Cristiano Migliorati | Harris Grand Prix     | Harris Yamaha | 33   | +1:26.909 | 16      | 4     |
| 13   | 44 | Marc Garcia          | DR Team Shark         | ROC Yamaha    | 33   | +1:51.774 | 19      | 3     |
| 14   | 10 | Jeremy McWilliams    | Team Millar           | Yamaha        | 32   | +1 giro   | 18      | 2     |
| 15   | 27 | Andrew Stroud        | Team Marco Papa       | ROC Yamaha    | 32   | +1 giro   | 27      | 1     |
| 16   | 21 | Bernard Haenggeli    | Haenggeli Racing      | ROC Yamaha    | 32   | +1 giro   | 26      |       |
| 17   | 28 | Bruno Bonhuil        | M.T.D.                | ROC Yamaha    | 32   | +1 giro   | 30      |       |
| 18   | 36 | Jamie Robinson       | Padgetts Racing       | Harris Yamaha | 32   | +1 giro   | 24      |       |
| 19   | 51 | Jean Pierre Jeandat  | Jpj Paton             | Paton         | 32   | +1 giro   | 23      |       |

### Non classificato
| Nº | Pilota         | Squadra         | Motocicletta  | Giri | Tempo   | Griglia |
| -- | -------------- | --------------- | ------------- | ---- | ------- | ------- |
| 23 | Eugene McManus | Padgetts Racing | Harris Yamaha | 24   | +9 giri | 28      |

### Ritirati
| Nº | Pilota          | Squadra                  | Motocicletta  | Giri | Griglia |
| -- | --------------- | ------------------------ | ------------- | ---- | ------- |
| 17 | Norifumi Abe    | Marlboro Team Roberts    | Yamaha        | 17   | 6       |
| 25 | Neil Hodgson    | World Champ. Motorsports | ROC Yamaha    | 14   | 22      |
| 2  | Luca Cadalora   | Marlboro Team Roberts    | Yamaha        | 11   | 2       |
| 18 | Laurent Naveau  | ROC Euroteam             | ROC Yamaha    | 8    | 21      |
| 14 | Adrian Bosshard | Thommen Elf Racing       | ROC Yamaha    | 7    | 13      |
| 24 | Scott Gray      | Starsport                | Harris Yamaha | 6    | 29      |
| 69 | James Haydon    | Harris Grand Prix        | Harris Yamaha | 4    | 14      |
| 8  | Sean Emmett     | Harris Grand Prix        | Harris Yamaha | 3    | 15      |
| 65 | Loris Capirossi | Marlboro Team Pileri     | Honda         | 0    | 3       |

### Non partito
| Nº | Pilota          | Squadra        | Motocicletta | Griglia |
| -- | --------------- | -------------- | ------------ | ------- |
| 22 | Lucio Pedercini | Team Pedercini | ROC Yamaha   | 25      |

## Classe 250

### Arrivati al traguardo
| Pos. | Nº | Pilota                    | Squadra              | Motocicletta | Giri | Tempo     | Griglia | Punti |
| ---- | -- | ------------------------- | -------------------- | ------------ | ---- | --------- | ------- | ----- |
| 1    | 1  | Max Biaggi                | Chesterfield Aprilia | Aprilia      | 31   | 45:27.292 | 1       | 25    |
| 2    | 7  | Tetsuya Harada            | Marlboro Team Rainey | Yamaha       | 31   | +5.084    | 2       | 20    |
| 3    | 2  | Tadayuki Okada            | Team HRC             | Honda        | 31   | +5.821    | 4       | 16    |
| 4    | 28 | Ralf Waldmann             | HB Honda Germany     | Honda        | 31   | +9.188    | 3       | 13    |
| 5    | 6  | Jean-Philippe Ruggia      | Elf-Honda-Tech 3     | Honda        | 31   | +9.374    | 5       | 11    |
| 6    | 8  | Jean-Michel Bayle         | Chesterfield Aprilia | Aprilia      | 31   | +34.638   | 7       | 10    |
| 7    | 10 | Nobuatsu Aoki             | Blumex Rheos Racing  | Honda        | 31   | +37.606   | 11      | 9     |
| 8    | 9  | Luis d'Antín              | MX Onda-S.S.P. Comp. | Honda        | 31   | +40.350   | 9       | 8     |
| 9    | 25 | Kenny Roberts Jr.         | Marlboro Team Rainey | Yamaha       | 31   | +40.612   | 6       | 7     |
| 10   | 19 | Olivier Jacque            | Elf-Honda-Tech 3     | Honda        | 31   | +43.993   | 13      | 6     |
| 11   | 17 | Jurgen van den Goorbergh  | Maxell Team Global   | Honda        | 31   | +55.397   | 12      | 5     |
| 12   | 13 | Eskil Suter               | Mohag Aprilia        | Aprilia      | 31   | +1:02.421 | 10      | 4     |
| 13   | 30 | José Luis Cardoso         | PR2 Aprilia          | Aprilia      | 31   | +1:05.033 | 16      | 3     |
| 14   | 16 | Patrick van den Goorbergh | Docshop Racing       | Aprilia      | 31   | +1:08.484 | 19      | 2     |
| 15   | 15 | Oliver Petrucciani        | Edo Racing           | Aprilia      | 31   | +1:12.802 | 18      | 1     |
| 16   | 22 | Adolf Stadler             | Veitinger            | Aprilia      | 31   | +1:13.848 | 22      |       |
| 17   | 29 | Jürgen Fuchs              | HB Honda Germany     | Honda        | 31   | +1:14.003 | 14      |       |
| 18   | 3  | Takeshi Tsujimura         | Fcc Technical Sports | Honda        | 31   | +1:19.112 | 21      |       |
| 19   | 26 | Davide Bulega             | Givi Racing          | Honda        | 31   | +1:24.717 | 27      |       |
| 20   | 27 | Sadanori Hikita           | Maxell Team Global   | Honda        | 31   | +1:24.720 | 17      |       |
| 21   | 55 | Régis Laconi              | Equipe De France GP  | Honda        | 30   | +1 giro   | 24      |       |
| 22   | 21 | Gregorio Lavilla          | MX Onda-S.S.P. Comp. | Honda        | 30   | +1 giro   | 26      |       |
| 23   | 24 | Bernd Kassner             | Team Munich          | Aprilia      | 30   | +1 giro   | 23      |       |
| 24   | 32 | Pere Riba                 | Bjc Racing           | Aprilia      | 30   | +1 giro   | 28      |       |

### Ritirati
| Nº | Pilota          | Squadra             | Motocicletta | Giri | Griglia |
| -- | --------------- | ------------------- | ------------ | ---- | ------- |
| 23 | Luis Maurel     | Maurel Competicion  | Honda        | 15   | 20      |
| 31 | Miguel Castilla | Troll 10x10 Repsol  | Yamaha       | 12   | 31      |
| 5  | Niall Mackenzie | Docshop Racing      | Aprilia      | 1    | 25      |
| 54 | Shahrun Nizam   | Hong Leong Yamaha   | Yamaha       | 1    | 29      |
| 4  | Doriano Romboni | Honda Team Agostini | Honda        | 0    | 15      |

### Non partiti
| Nº | Pilota         |                    | Moto   | Griglia |
| -- | -------------- | ------------------ | ------ | ------- |
| 53 | Meng Heng Kuan | Petronas Sprinta   | Yamaha | 30      |
| 12 | Carlos Checa   | Fortuna-Honda-Pons | Honda  | 8       |

## Classe 125

### Arrivati al traguardo
| Pos | Nº | Pilota             | Squadra                | Motocicletta | Giri | Tempo     | Griglia | Punti |
| --- | -- | ------------------ | ---------------------- | ------------ | ---- | --------- | ------- | ----- |
| 1   | 13 | Garry McCoy        | Europa Zwafink         | Honda        | 12   | 21:18.350 | 6       | 12,5  |
| 2   | 7  | Stefano Perugini   | Ipa Aprilia            | Aprilia      | 12   | +0.427    | 20      | 10    |
| 3   | 14 | Akira Saito        | Docshop Racing         | Honda        | 12   | +6.334    | 3       | 8     |
| 4   | 10 | Herri Torrontegui  | Pit Lane Racing        | Honda        | 12   | +9.810    | 7       | 6,5   |
| 5   | 22 | Andrea Ballerini   | Krona-Aprilia          | Aprilia      | 12   | +10.295   | 22      | 5,5   |
| 6   | 28 | Takehiro Yamamoto  | Moto Bum Team Harc Pro | Honda        | 12   | +10.584   | 24      | 5     |
| 7   | 4  | Dirk Raudies       | HB Team Raudies        | Honda        | 12   | +14.784   | 2       | 4,5   |
| 8   | 21 | Tomoko Igata       | Fcc Technical Sports   | Honda        | 12   | +15.184   | 18      | 4     |
| 9   | 24 | Gabriele Debbia    | Debbia Team Semprucci  | Yamaha       | 12   | +22.437   | 21      | 3,5   |
| 10  | 1  | Kazuto Sakata      | Krona-Aprilia          | Aprilia      | 12   | +29.399   | 4       | 3     |
| 11  | 17 | Gianluigi Scalvini | Ipa Aprilia            | Aprilia      | 12   | +30.996   | 15      | 2,5   |
| 12  | 9  | Hideyuki Nakajō    | Jha Racing             | Honda        | 12   | +37.644   | 10      | 2     |
| 13  | 37 | Ken Miyasaka       | Jha Racing             | Honda        | 12   | +37.984   | 9       | 1,5   |
| 14  | 11 | Stefan Prein       | Energizer Elf/Prein    | Yamaha       | 12   | +55.686   | 26      | 1     |
| 15  | 8  | Masaki Tokudome    | Ditter Plastic         | Aprilia      | 12   | +1:04.524 | 17      | 0,5   |
| 16  | 53 | Chee Kieong Soong  | Hong Leong Yamaha      | Yamaha       | 12   | +1:05.831 | 28      |       |
| 17  | 5  | Peter Öttl         | Marlboro-Aprilia-Eckl  | Aprilia      | 12   | +1:11.598 | 5       |       |
| 18  | 12 | Haruchika Aoki     | Blumex Rheos Racing    | Honda        | 12   | +1:11.758 | 1       |       |
| 19  | 18 | Oliver Koch        | Ditter Plastic         | Aprilia      | 12   | +1:29.364 | 13      |       |
| 20  | 6  | Jorge Martínez     | Aspar Cepsa            | Yamaha       | 12   | +1:30.169 | 19      |       |
| 21  | 2  | Noboru Ueda        | Givi Racing            | Honda        | 12   | +1:30.463 | 14      |       |
| 22  | 33 | Tetsu Ito          | Racing Supply          | Honda        | 12   | +1:30.780 | 31      |       |
| 23  | 26 | Emilio Alzamora    | Scot-San Patrignano    | Honda        | 12   | +1:53.023 | 8       |       |
| 24  | 20 | Tomomi Manako      | Fcc Technical Sports   | Honda        | 11   | +1 giro   | 16      |       |
| 25  | 32 | Hiroyuki Kikuchi   | Elf Team Kepla         | Honda        | 11   | +1 giro   | 27      |       |
| 26  | 27 | Ivan Cremonini     | Scot-San Patrignano    | Honda        | 11   | +1 giro   | 30      |       |

### Ritirati
| Nº | Pilota           | Squadra               | Motocicletta | Giri | Griglia |
| -- | ---------------- | --------------------- | ------------ | ---- | ------- |
| 19 | Yoshiaki Katō    | Aspar Cepsa           | Yamaha       | 11   | 12      |
| 23 | Manfred Geissler | Marlboro-Aprilia-Eckl | Aprilia      | 10   | 25      |
| 25 | Vittorio Lopez   | Scuderia Alfa Ducados | Aprilia      | 9    | 23      |
| 31 | Stefan Kurfiss   | Scott-Attac!          | Yamaha       | 9    | 29      |
| 15 | Loek Bodelier    | LB Racing             | Aprilia      | 6    | 11      |